# Alberico II di Dammartin
Alberico III di Mello secondo conte di Dammartin. In francese Aubri III ou Alberic III de Dammartin (Dammartin-en-Goële, 1135 circa – Lillebonne, 20 settembre 1200), conte di Dammartin e signore di Lillebonne nella seconda metà del XII secolo.

## Origine
Suo padre era Alberico I di Dammartin (Aubri II ou Alberic II de Mello), nato all'inizio e morto nella seconda metà del XII secolo, conte di Dammartin e signore di Lillebonne, ciambellano del regno di Francia dal 1122 al 1129 era figlio di Alberico I di Mello e di Adela. Di sua madre non si conosce né il nome né gli ascendenti.

## Biografia

Blasone della famiglia Dammartin

Un anonimo continuatore delle cronache del cronista Roberto di Mont-Saint-Michel lo cita come Albericus Dammartini Comes.
Alberico, verso il 1164 si sposò in prime nozze con Matilde di Clermont, morta nel 1200 circa, ed era la figlia di Rinaldo di Clermont (?-1162) e della seconda moglie Clemenza di Bar.
Alberico morì il 20 settembre 1200, e il figlio Rinaldo, divenne conte di Dammartin. Rinaldo fu tumulato nell'Abbazia di Jumièges.

## Discendenza
Rinaldo e Matilde ebbero sette figli:
- Rinaldo (ca. 1165 - 1217, conte di Boulogne e di Dammartin di Aumale e di Mortain
- Rodolfo (?-ca. 1205)
- Simone (?-21 settembre 1239) conte di Aumale (1205-1211), Conte di Ponthieu e di Montreuil
- Aelis (?-prima del 1237), sposò, nel 1190, Giovanni castellano di Trie, e i suoi discendenti governarono la contea di Dammartin
- Agnese, sposò Guglielmo di Fiennes
- Clemenza (?-dopo il giugno 1218), sposò Giacomo di Saint-Omer, castellano di Saint-Omer e signore di Fauquemberques
- Giuliana, sposò Ugo signore di Gournay